# Santorini Lufthavn
Santorini Lufthavn (IATA: JTR, ICAO: LGSR) er en international lufthavn på den græske ø Santorini. Den er beliggende på den østlige del af øen, umiddelbart nord for landsbyen Kamari, helt ud til havet. Santorini er en af få øer i Kykladerne, som har en hovedlufthavn.
Lufthavnen bruges primært til chartertrafik med europæiske turister.

## Historie
Lufthavnen er siden 1972 blevet benyttet til både militær og civil lufttrafik, efter at det græske luftvåben gav tilladelse hertil. 
Forpladsen til fly er oplyst men relativt lille, da kun seks passagerfly kan stå parkeret på samme tid. I 1989 blev der opført en lufthavnsterminal, som indeholder rejsebureauer, små restauranter, biludlejning, luftfartsselskabers kontorer samt en taxfree-butik.
Ud over den aktive start- og landingsbane 16L/34R, ligger der umiddelbart vest for, bane 16R/34L, som er lukket og kun bruges som rullevej.
Det græske selskab Aegean Airlines er eneste flyselskab med regelmæssig rutetrafik. Lufthavnen benyttes mest i sommerperioderne til charterfly, som flyver europæiske turister ind til øen.